# Elezioni europee del 2024 in Lituania
Le elezioni europee del 2024 in Lituania si sono tenute domenica 9 giugno per eleggere gli 11 membri del Parlamento europeo spettanti alla Lituania.

## Sistema elettorale
Per le elezioni europee, la legge elettorale lituana prevede l’applicazione, in un'unica circoscrizione nazionale, di un sistema elettorale a base proporzionale con liste aperta ed una soglia di sbarramento al 5%.
Le preferenze sono in seguito tradotte in seggi secondo il metodo Hare-Niemeyer.
Tutte le persone che hanno la cittadinanza lituana ed una residenza principale in Lituania, i cittadini lituani senza residenza in Austria (c.d. “lituani all'estero”) e altri cittadini dell'Unione (se la loro residenza principale è in Austria) hanno diritto di voto alle elezioni europee nel paese.
L’esercizio attivo del diritto è ammesso dai 18 anni in su, compresi coloro che compiono tale età entro il giorno delle elezioni, al più tardi. La registrazione al voto è attuata d’ufficio in base alla residenza.
L’esercizio del diritto di candidarsi è ammesso per tutte le persone che hanno diritto di voto e hanno raggiunto l'età di 21 anni il giorno delle elezioni.
È ammesso il voto per posta, ma solo per cittadini all’estero, disabili e anziani sopra i 70 anni d’età, mentre non è ammesso voto per procura né il voto elettronico. Non è disposto alcun obbligo di voto.

## Risultati
| Liste           | Liste                                                                                              | Partito Europeo | Gruppo          | Voti      | %     | Seggi |
| --------------- | -------------------------------------------------------------------------------------------------- | --------------- | --------------- | --------- | ----- | ----- |
|                 | Unione della Patria - Democratici Cristiani di Lituania (TS-LKD)                                   | PPE             | PPE             | 144 689   | 21,33 | 3     |
|                 | Partito Socialdemocratico di Lituania (LSDP)                                                       | PSE             | S&D             | 121 929   | 17,98 | 2     |
|                 | Unione dei Contadini e dei Verdi di Lituania (LVŽS)                                                | –               | ECR             | 61 907    | 9,13  | 1     |
|                 | Partito della Libertà (LP)                                                                         | ALDE            | RE              | 54 916    | 8,10  | 1     |
|                 | Unione dei Democratici "Per la Lituania" (DSVL)                                                    | PVE             | Verdi/ALE       | 40 365    | 5,95  | 1     |
|                 | Azione Elettorale dei Polacchi in Lituania - Alleanza delle Famiglie Cristiane (LLRA-KŠS/AWPL-ZCR) | PCRE            | ECR             | 39 202    | 5,78  | 1     |
|                 | Unione del Popolo e della Giustizia (TTS)                                                          | –               | ESN             | 36 958    | 5,45  | 1     |
|                 | Movimento dei Liberali della Repubblica di Lituania (LRLS)                                         | ALDE            | RE              | 36 739    | 5,42  | 1     |
|                 | Partito delle Regioni Lituane (LRP)                                                                | –               | –               | 35 614    | 5,25  | –     |
|                 | Partito dei Verdi di Lituania (LŽP)                                                                | PVE             | –               | 27 491    | 4,05  | –     |
|                 | Altri (<3,80%)                                                                                     | –               | –               | 78 509    | 11,58 | –     |
| Totale          | Totale                                                                                             | Totale          | Totale          | 678 319   | 100   | 11    |
| Voti non validi | Voti non validi                                                                                    | Voti non validi | Voti non validi | 13 253    | 1,92  |       |
| Votanti         | Votanti                                                                                            | Votanti         | Votanti         | 691 572   | 28,97 |       |
| Elettori        | Elettori                                                                                           | Elettori        | Elettori        | 2 387 328 |       |       |